# Peter Falk
Peter Michael Falk (n. 16 septembrie 1927, New York City, New York, SUA – d. 23 iunie 2011, Beverly Hills, California, SUA) a fost un actor american de film. A devenit popular în special datorită rolului din serialul „Columbo”, în care a fost protagonist mai bine de 20 de ani, fiind recompensat în 1973 pentru rolul Columbo cu Golden Globe pentru Cea mai bună prestație actoricească.

## Filmografie
| Cinematografie | Cinematografie                            | Cinematografie            | Cinematografie                                                 |
| An             | Film                                      | Rol                       | Note                                                           |
| -------------- | ----------------------------------------- | ------------------------- | -------------------------------------------------------------- |
| 1959           | The Bloody Brood                          | Nico                      |                                                                |
| 1960           | Murder Inc.                               | Abe Reles                 | Nominalizat la Premiul Oscar pentru cel mai bun actor          |
| 1960           | The Secret of the Purple Reef             | Tom Weber                 |                                                                |
| 1961           | Pocketful of Miracles                     | Joy Boy                   | Nominalizat din nou la Premiul Oscar pentru cel mai bun actor  |
| 1962           | Pressure Point                            | Tânăr psihiatru           |                                                                |
| 1963           | The Balcony                               | Șeful Poliției            |                                                                |
| 1963           | O lume nebună, nebună, nebună             | Cab Driver                |                                                                |
| 1964           | Robin and the 7 Hoods                     | Guy Gisborne              |                                                                |
| 1964           | Attack and Retreat (Italiani brava gente) | Medic                     | Producție italiană                                             |
| 1965           | The Great Race                            | Max                       |                                                                |
| 1966           | Penelope                                  | Locotenent Horatio Bixbee |                                                                |
| 1966           | Too Many Thieves                          | Danny                     |                                                                |
| 1967           | Luv                                       | Milt Manville             |                                                                |
| 1968           | Anzio                                     | Caporal Jack Rabinoff     | Regizat de: The Battle of Anzio, Lo Sbarco di Anzio (italiană) |
| 1969           | Machine Gun McCain                        | Charlie Adamo             | Alte titluri: For a Price, Gli intoccabili (italiană)          |
| 1969           | Castle Keep                               | Sergent Rossi             |                                                                |
| 1970           | Husbands                                  | Archie Black              | Regizat de John Cassavetes                                     |
| 1970           | Operation Snafu                           | Peter Pawney              |                                                                |
| 1974           | O femeie dominată                         | Nick Longhetti            | Regizat de John Cassavetes                                     |
| 1976           | Cinci detectivi la miezul nopții          | Sam Diamond               |                                                                |
| 1976           | Mickey și Nicky                           | Mikey                     |                                                                |
| 1976           | Griffin and Phoenix: A Love Story         | Geoffrey Griffin          |                                                                |
| 1977           | În seara premierei                        | scurtă apariție           | Regizat de John Cassavetes                                     |
| 1978           | Cazul Brink                               | Tony Pino                 |                                                                |
| 1978           | Detectivul ieftin                         | Lou Peckinpaugh           | Alt titlu: Neil Simon's The Cheap Detective                    |
| 1978           | Scared Straight!                          | În rolul său– Gazdă       | Documentar; regizat de Arnold Shapiro                          |
| 1979           | Cuscrii                                   | Vincent J. Ricardo        |                                                                |
| 1981           | ...All the Marbles                        | Harry Sears               | Alt titlu: The California Dolls                                |
| 1981           | The Great Muppet Caper                    | Tramp                     | (necreditat)                                                   |
| 1986           | Big Trouble                               | Steve Rickey              | Regizat de: John Cassavetes                                    |
| 1987           | File de poveste                           | Nașu/Narator              |                                                                |
| 1987           | Happy New Year                            | Nick                      | Regizat de John G. Avildsen                                    |
| 1987           | Wings of Desire                           | În rolul său              | Regizat de Wim Wenders                                         |
| 1988           | Vibes                                     | Harry Buscafusco          | Alt titlu: Vibes: The Secret of the Golden Pyramids            |
| 1989           | Cookie                                    | Dominick "Dino" Capisco   |                                                                |
| 1990           | Tune in Tomorrow                          | Pedro Carmichael          | Alt titlu: Aunt Julia and the Scriptwriter                     |
| 1993           | Faraway, So Close!                        | În rolul său              | Regizat de Wim Wenders                                         |
| 1995           | Roommates                                 | Rocky Holzcek             |                                                                |
| 1998           | Money Kings                               | Vinnie Glynn              |                                                                |
| 2001           | Made                                      | Max                       |                                                                |
| 2001           | Corky Romano                              | Francis A. "Pops" Romano  | Titlu alternativ: Corky Romano: 'Special' Agent                |
| 2002           | Undisputed                                | Mendy Ripstein            |                                                                |
| 2004           | Shark Tale                                | Don Feinberg              | Voce                                                           |
| 2005           | The Thing About My Folks                  | Sam Kleinman              |                                                                |
| 2005           | Checking Out                              | Morris Applebaum          |                                                                |
| 2007           | Capcana viitorului                        | Irv                       |                                                                |
| 2009           | American Cowslip                          | Father Randolph           |                                                                |
| Televiziune    |                                           |                           |                                                                |
| An             | Emisiune                                  | Rol                       | Note                                                           |
| 1958           | Kraft Suspense Theatre                    | Izzy                      | 1 episod                                                       |
| 1959           | Decoy                                     | Fred Dana                 | 1 episod                                                       |
| 1960           | Have Gun–Will Travel                      | Waller                    | 1 episod                                                       |
| 1960           | The Untouchables                          | Duke Mullen               | 1 episod, "The Underworld Bank"                                |
| 1961           | Zona crepusculară                         | Ramos Clemente            | 1 episod "The Mirror"                                          |
| 1961           | The Barbara Stanwyck Show                 | Joe                       | 1 episod, "The Assassin"                                       |
| 1962           | The Alfred Hitchcock Hour                 | greedy preacher           | Episodul 13: Bonfire                                           |
| 1962           | The New Breed                             | Lopez                     | 1 episod                                                       |
| 1963           | Wagon Train                               | Gus Morgan                | 1 episod                                                       |
| 1964           | Ben Casey                                 | Dr. Jimmy Reynolds        | 2 episoade                                                     |
| 1965–1966      | The Trials of O'Brien                     | Daniel O'Brien            | 22 episoade                                                    |
| 1968           | A Hatful of Rain                          | Polo Pope                 | 1 episod                                                       |
| 1968–2003      | Columbo                                   | Lieutenant Columbo        | 69 episoade                                                    |
| 1971           | The Name of the Game                      | Lewis Corbett             | 1 episod                                                       |
| 1978           | The Dean Martin Celebrity Roast (comedie) | Guest appearance          | cu Frank Sinatra — Privește                                    |
| 1995           | The Sunshine Boys                         | Willie Clark              | Film de televiziune                                            |
| 2001           | The Lost World                            | Reverend Theo Kerr        | Film de televiziune                                            |
| 2001           | Un oraș fără Crăciun                      | Max                       | Film de televiziune                                            |
| 2003           | În căutarea lui Moș Crăciun               | Max                       | Film de televiziune                                            |
| 2004           | Când îngerii vin în oraș                  | Max                       | Film de televiziune                                            |